# Calliopum albomaculatum
Calliopum albomaculatum är en tvåvingeart som först beskrevs av Gabriel Strobl 1909.  Calliopum albomaculatum ingår i släktet Calliopum och familjen lövflugor. Inga underarter finns listade i Catalogue of Life.